# Anton Knubel
Anton Knubel (* 1857 in Münster; † 8. September 1915 ebenda) war ein deutscher Unternehmer,  Radrennfahrer, Erfinder und Luftfahrtpionier.

## Leben
Anton Knubel war eines von neun Kindern eines Eisenbahnarbeiters. Er und zwei seiner Brüder Bernard, Teilnehmer an den ersten Olympischen Spielen der Neuzeit 1896 in Athen, und Johannes, später Bildhauer in Düsseldorf, waren radsportbegeistert. Anton Knubel wurde als erster Radsportler aus Münster überregional bekannt und errang ab 1888 Siege, zunächst als Hochradfahrer. 1889 und 1891 wurde er Westfalenmeister über 5000 Meter und 1892 Westfalenmeister auf dem Niederrad. Bei dem Straßenrennen Magdeburg–Cöln im August 1892 über 457,2 Kilometer errang er den zweiten Platz. 1893 startete er bei der Distanzradfahrt Wien–Berlin, musste aber, wie die meisten anderen Starter, aufgeben.
1885 gründete Anton Knubel, der gelernter Drechsler war, den ersten Velociped-Handel in Münster, den er 1896 an seinen 15 Jahre jüngeren Bruder Bernard übergab. Er war der technisch begabteste der Familie, der zahlreiche Patente besaß und eine Fabrik für Fahrradgriffe, Holzfelgen und Steuerräder gründete. Er war auch einer der ersten Münsteraner, der sich ein Automobil, einen Opel Phaeton, zulegte.
Schließlich eröffnete Knubel auf der Loddenheide bei Münster eine „Flugzeugbauanstalt“ für Ein- und Doppeldecker. Seine Spezialität waren „unsichtbare“ Flugzeuge, deren Rumpf und Flugflächen mit durchsichtigem Cellon bespannt waren; so sollten sie im Ersten Weltkrieg eingesetzt werden. Andere Piloten nannten diese Flugzeuge „fliegende Gewächshäuser“. Im Alter von 56 Jahren stürzte Anton Knubel bei einem Testflug mit einer seiner Maschinen über der Loddenheide ab und starb.
Zu seinen Ehren wurde in Münster der Anton-Knubel-Weg nach ihm benannt.